# Maître spirituel
Un maître spirituel est celui qui, faisant partie d'une tradition et ayant reçu une initiation, est reconnu comme légitime pour enseigner une doctrine ou une pratique spirituelle. Ses enseignements ont généralement pour but d'atteindre un éveil spirituel.
Différents termes désignent un maître spirituel :
- guru en Inde ;
- lama dans le bouddhisme tibétain ;
- cheikh dans l'islam ;
- abbé, le père spirituel d'une abbaye dans le christianisme ;

Depuis le milieu du XXe siècle le terme gourou est parfois utilisé de manière péjorative pour désigner un maître spirituel autoproclamé.
Selon Frédéric Lenoir : « En Orient de manière générale, mais également en Occident depuis que l’Orient s’y est implantée, le maître spirituel est la figure centrale de l’autorité religieuse. (...) Le maître est d’ailleurs aussi indispensable pour apprendre à méditer et à se transformer que pour comprendre correctement l’enseignement traditionnel consigné par écrit. Il est donc le pivot de la transmission spirituelle et la véritable autorité religieuse. »